# Бахчисарайский Успенский монастырь

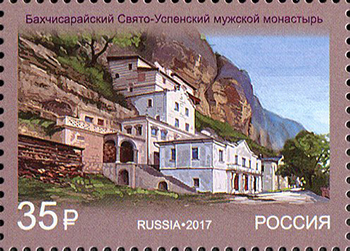
Почтовая марка России, 2017 год

Бахчисарайский Успе́нский пещерный монасты́рь — мужской монастырь Симферопольской епархии Русской православной церкви, расположенный в урочище Мариам-Дере (Ущелье Марии) вблизи Бахчисарая. Кроме монастырского комплекса, на прилегающей территории находится кладбище воинов, павших во время Крымской войны, захоронение героев Великой Отечественной войны.

## История монастыря

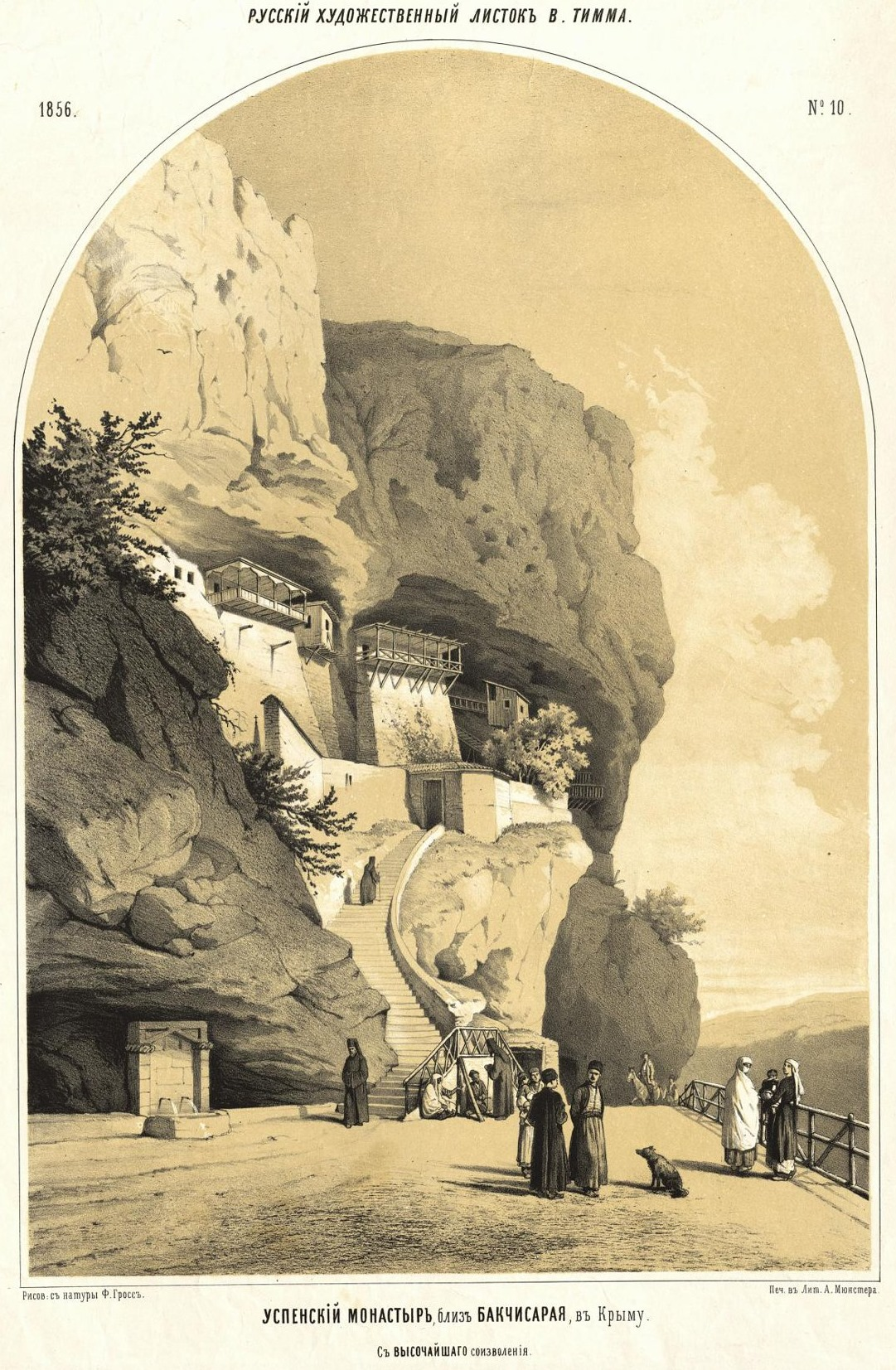
Успенский монастырь (пещерный храм), близ Бахчисарая, 1856 год.

Учёные расходятся в мнениях по вопросу об обстоятельствах основания монастыря. По одной версии, монастырь был основан византийскими монахами-иконопочитателями не позднее VIII века. В XIII—XIV веках на некоторое время прекратил свою деятельность, затем в XIV веке возродился. Избежав разгрома во время турецкого вторжения в 1475 году, Успенский монастырь стал резиденцией митрополитов Готфских. Однако материальное положение монастыря было бедственным, что заставляло искать помощи у московских великих князей и царей. Эта версия подтверждается обнаружением поблизости от монастыря христианских могил, датируемых VI веком.
По другой версии, основание Успенского монастыря относится к XV веку. Эта версия была предложена Александром Бертье-Делагардом со ссылкой на ныне утраченные рукописи.
С XV по XVIII век Успенский монастырь был главным оплотом религиозной жизни православного населения Крыма.
В 1778 году греческое православное население с помощью митрополита Готского Игнатия (Газадини), архипастыря из Греции, ушло с полуострова на север с разрешения российской власти. В июне 1778, со святыней — Бахчисарайской иконой Божией Матери, христиане вышли в путь. Охраной мероприятия руководил Александр Суворов. Более 30 тысяч христиан покинули Крым. Бахчисарайскую икону, унесённую монахами, позже поместили в специально построенной для неё на месте переселения церкви Успения Богородицы. За проявленные подвиг и мужество, императрица Екатерина II наградила святителя Игнатия наградой — «бриллиантовой панагией». Выходцы из греческой деревушки Мариамполь, существовавшей у подножия Успенского монастыря, переселились в город, позднее известный как Мариуполь.
С 1781 года монастырь действовал как приходская церковь, возглавляемая греческим священником.

В 1850 году была возрождена монашеская община с учреждением Успенского пещерного скита. В 1851 году планирование Успенского Бахчисарайского скита, а также надзор за производством работ выполнил таврический губернский архитектор Константин Гоняев. Ему была объявлена признательность Священного синода. В 1857 году был построен храм в честь равноапостольных Константина и Елены.

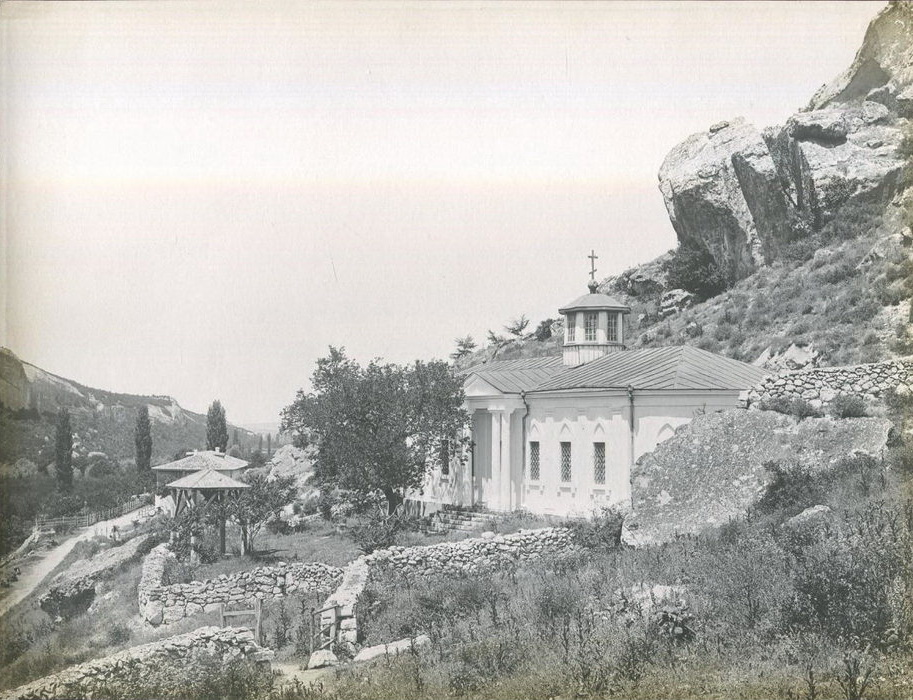
Монастырь св. Анастасии (1900) в Качи-Кальоне, который находился в подчинении Успенского монастыря.

К началу XX века на территории обители было пять храмов: Успенский пещерный храм, пещерный храм евангелиста Марка, храм Константина и Елены, кладбищенский храм Георгия Победоносца, церковь святителя Иннокентия Иркутского. Кроме того, были сооружены несколько братских корпусов, дом настоятеля, дома для паломников, устроены фонтаны и фруктовый сад, где в 1867 году была построена Гефсиманская часовня. В монастыре проживали более 60 человек монахов и послушников. Имелось подворье в городе Симферополе и киновия святой Анастасии, находившаяся в долине реки Качи.
Во время Первой обороны Севастополя в Крымской войне в 1854—1855 годах в кельях, доме паломников и других строениях монастыря размещался госпиталь. Умерших от ран хоронили на монастырском кладбище.
После падения монархии монастырь в 1921 году был закрыт и осквернён советскими властями. Имущество монастыря разграблено, монахи расстреляны.
Во время Великой Отечественной войны здесь размещался военный госпиталь. На монастырской территории находится братская могила советских воинов.
В послевоенное время на территории монастыря размещался психоневрологический диспансер.
В 1993 году возвращён Украинской православной церкви (Московского патриархата). Восстановлены четыре из пяти монастырских храмов, келейные корпуса, дом настоятеля, колокольня, обустроен водный источник, реконструирована лестница. Строятся новые храмы (святого великомученика Пантелеимона; святителя Спиридона Тримифунтского).
Настоятелем монастыря с 13 июня 1993 года является архимандрит Силуан.
В настоящее время по численности насельников обитель является крупнейшей в Крыму.
С октября 2015 года комплекс Успенского пещерного монастыря является объектом культурного наследия федерального значения.

## Предания монастыря
Относительно основания монастыря существует три предания.
Согласно первому на месте монастыря пастухом была найдена икона Богородицы, которая при перенесении на новое место каждый раз возвращалась на скалы, где была обретена. Люди поняли, что здесь необходимо устроить храм и, поскольку обретение состоялось 15 августа (праздник Успения Богородицы), назвали его Успенским.
Второе предание говорит о том, что на жителей округи нападал злой змий. Однажды, после усердных молитв Богородице, на одной из скал люди заметили горящую свечу. Прорубив к ней ступени, жители нашли икону Богородицы и лежащего перед ней мёртвого змия.
Третье предание считает, что икона Богородицы, обнаруженная на скалах ущелья, перенесена туда из византийского монастыря Сумела близ Трапезунда.

## Настоятели
- архимандрит Поликарп (1850-1853);
- архимандрит Митрофан (1853-1854);
- архимандрит Вениамин (1854-1855);
- архимандрит Николай (1855-1864);
- архимандрит Дионисий (1864-1868; 1877-1883);
- иеромонах Флавиан (1868-1869; 1871-1873);
- архимандрит Михаил (1869-1871);
- архимандрит Антоний (1873-1877);
- иеромонах Евфимий (1883-1885);
- иеромонах Герман (1885-1887);
- игумен Андрей (1887-1890);
- архимандрит Исидор (1890-1900);
- игумен Феодосий (1900-1901);
- иеромонах Аркадий (с 6 февраля 1901 г.)[11];
- архимандрит Силуан (с 13 июня 1993 г. - наст. время)